# Партеш
Партеш (на сръбски: Партеш; на албански: Parteshi) е село в Косово, административен център на община Партеш, окръг Гниляне. Населението му според преброяването през 2011 г. е 478 души, от тях 100 % са записани сърби.
През 1996 г. в селото е построена православната църква „Света Троица“.

## Население
Численост на населението според преброяванията през годините:
- 1948 – 775 души
- 1953 – 878 души
- 1961 – 1 009 души
- 1971 – 1 203 души
- 1981 – 1 274 души
- 1991 – 1 513 души
- 2011 – 478 души